# آنا پروکلمر
آنا پروکلمر (ایتالیایی: Anna Proclemer؛ ‏ ۳۰ مهٔ ۱۹۲۳ – ۲۵ آوریل ۲۰۱۳) هنرپیشه اهل ایتالیا بود. وی بین سال‌های ۱۹۴۲ تا ۲۰۱۲ میلادی فعالیت می‌کرد.
از فیلم‌ها یا برنامه‌های تلویزیونی که وی در آن نقش داشته‌است می‌توان به سفر به ایتالیا، جسدهای سرشناس و مانون لسکو اشاره کرد.
وی همچنین برندهٔ جوایزی همچون نشان شایستگی از جمهوری ایتالیا شده‌است.